# 2014 MT69
2014 MT69, provisoirement désigné 0720090F, est un objet transneptunien de la ceinture de Kuiper qui a été une cible potentielle pour la sonde New Horizons après son survol du système plutonien.
Il a été observé, pour la première fois, le 24 juin 2014 à 10 h 40 min 7 s UTC par le télescope spatial Hubble ; un objet de magnitude 29 ne peut pas être observé par un télescope terrestre. Son existence a été révélée par la NASA en octobre 2014.
Toutefois en mars 2015, la décision a été prise de ne pas visiter cette cible. Ce sera (486958) Arrokoth alors surnommé (Ultima Thulé) qui sera choisi.